# Weis (Jassen)
Weis (auch Wys, Wyys) ist ein Begriff aus der Welt des Jassens (Kartenspiel). Der Weis bezeichnet aufeinander folgende Karten der gleichen Farbe (z. B. Herz 7, 8 und 9) oder vier Karten mit gleichen Bildern (z. B. 4 Könige). Die genauen Regeln unterscheiden sich von Land zu Region, teilweise auch von Region zu Region. In der Schweiz wurden die Jassregeln Ende des 20. Jahrhunderts überarbeitet und insbesondere die Weisregeln vereinfacht und ausgeweitet, weshalb derzeit unterschiedliche Weisregeln zur Anwendung gelangen.

## Schweiz

### Neue (aktuelle) Schweizer Weisregeln

#### Wertigkeit
| Weis         | Punkte | Anmerkung |
| ------------ | ------ | --- |
| Drei Blatt   | 20     | drei aufeinanderfolgende Karten einer Farbe, z. B. 6er, 7er und 8er von Eichel |
| Vier Blatt   | 50     | vier aufeinanderfolgende Karten einer Farbe |
| Vier Gleiche | 100    | dieselbe Karte aller vier Farben, z. B. vier Ober (ausser bei Trumpfspielen 4 9er oder 4 Bauern, die mehr Punkte geben)                                                                           |
| Fünf Blatt   | 100    | fünf aufeinanderfolgende Karten einer Farbe, gilt auch für mehr Karten |
| Vier Nell    | 150    | vier Neuner |
| Sechs Blatt  | 150    | sechs aufeinanderfolgende Karten einer Farbe |
| Vier Puure   | 200    | vier Under |
| Sieben Blatt | 200    | sieben aufeinanderfolgende Karten einer Farbe |
| Acht Blatt   | 250    | acht aufeinanderfolgende Karten einer Farbe |
| Neun Blatt   | 300    | neun aufeinanderfolgende Karten einer Farbe = alle Karten einer Farbe |
| Stöck        | 20     | König und Ober von Trumpf. Zählen separat zu den anderen Weisen und auch, wenn die Gegenpartei andere / höhere Weise hat Muss erst beim auswerfen der zweiten Karte dieser beiden angesagt werden |

#### Weis-Hierarchie
- Weise, die mehr Punkte geben, sind höher (Punkte siehe oben). Bei gleich vielen Punkten (z. B. 5-Blatt / 4 Gleiche) ist der Stich mit mehr Karten höher (bei 5-Blatt / 4 Gleiche also 5-Blatt).
- Sind zwei Weise gleich viel Punkte wert, gilt der Weis, dessen höchste Karte am höchsten ist (ausser Undenuffe, wo die tiefste Karte massgebend ist).
- Wenn zwei Weise gemäss den obigen Regeln gleich hoch sind, gilt der zuerst angesagte. Ausser einer der beiden ist Trumpf, dann hat dieser Weis den Vorzug.
- Stöck zählen separat und dürfen daher immer geschrieben werden (wenn spätestens mit der zweiten Stöckkarte angezeigt).
- Kreuzweise aus Blättern mit 4 Gleichen sind nicht erlaubt z. B. Dreiblatt 6-7-8 und 4 7er ist nicht erlaubt.

#### Zeitpunkt des Weisens im Spiel
|  |  |  |  |  |
|  |  |  |  |  |
|  |  |  |  |  |

Ein Weis muss mit dem Ausspielen der ersten Karte des Spielers angesagt werden. Sobald der nachfolgende Spieler seine Karte gegeben hat, ist kein Weisen mehr möglich. Der letzte Spieler darf weisen, bis der Stich umgedreht ist. Da durch den Weis Rückschlüsse auf die eigenen Karten möglich sind, sagt jeder Spieler nur seinen höchsten Weis an (hat ein Spieler z. B. ein Dreiblatt und ein Vierblatt, wird zunächst nur das Vierblatt angesagt), und zwar als Grösse (z. B. Vierblatt) oder als Punktzahl (z. B. 50), nicht aber die höchste Karte oder gar deren Farbe. Haben mehrere Parteien gleich hohe Weise, ist die werthöchste Karte (aber nicht deren Farbe) anzugeben.
Die Weis-Punkte darf nur derjenige Spieler bzw. Team mit dem höchsten Weis schreiben (dann aber natürlich auch tiefere Zeitweise).
Obsiegende Weise müssen auf Verlangen gezeigt werden. Es kann vereinbart werden, dass nur die Gegenpartei das Recht hat, sich den Weis vorzeigen zu lassen (verzichtet die Gegenpartei darauf, nimmt es dem weisenden Spieler die Möglichkeit, seinen Weis auch dem Partner zeigen zu können, was besonders bei Bock-Weisen (Weise ab höchster Karte) von Bedeutung ist).
Stöck müssen spätestens nach dem Ausspielen der zweiten Stöck-Karte gewiesen werden und ergeben 20 Punkte, dies unabhängig von den restlichen Weisen.

### Alte Jassregeln
Bis Ende des 20. Jahrhunderts galten in der Schweiz andere Jassregeln. Währenddessen bei offiziellen Jassturnieren und bei Jassspielen im Internet in der Regel nach den neuen Jassregeln gejasst wird, werden die alten Jassregeln im Privaten teilweise weiterhin beachtet, insbesondere bei der älteren Generation.
Die alten Jassregeln unterschieden sich im Wesentlichen in folgenden Punkten von den aktuellen Regeln:
- Karten unter 10 konnten nicht Bestandteil eines Weises sein, da diese Karten beim Stich keine Punkte gaben. Ausnahme waren 4 9er als zulässiger Weis. Ein Dreiblatt 9-8-7 oder 4 7er oder ein Dreiblatt Bauer-10-9 zählten somit nichts. Dadurch waren 6-, 7-, 8- oder 9-Blätter als Weis nicht möglich. Dementsprechend waren 4 Nell (150 Pkte) resp. 4 Bauern (200 Pkte) immer der zweithöchste resp. höchste Weis. Beim Undenuffe galt die Regel teilweise umgekehrt (Karten über 10 galten nicht, ausser 4 Bauern), teilweise galt die übliche Weisregel.
  - später, als Variation, als auch Karten unter 10 Weise bilden konnten: 6- und 7-Blätter gaben ebenfalls 100 Punkte, 8-Blätter als Drei- und Fünfblätter 20+50=70 Punkte, 9-Blätter als Vier- und Fünfblätter 50+100=150 Punkte.
- Kreuzweise waren nicht zulässig. Man musste sich für einen (in der Regel den höheren) Weis entscheiden. Sich nicht kreuzende Mehrfachweise waren zulässig (z. B. 4 10er und Dreiblatt As-König-Dame). Ein Weis von mehreren Blättern (z. B. 2 3-Blätter) war nicht möglich, da Karten unter 10 nicht weisberechtigt waren.
- Die Partei mit dem höchsten Weis durfte ihre Weise nur schreiben, wenn sie mindestens einen Stich erzielte (Nullerstich zählte als Stich). Stöck durften immer geschrieben werden. (Daraus abgeleitet auch die vereinzelt noch anzutreffende Ausmachregel Stöck-Stich-Wyys, da ggf. erst nach dem Spielen der Partie klar wurde, ob die weisobsiegende Partei auch einen Stich macht und den Weis daher überhaupt schreiben durfte).
- Bei gleich hohen Weisen mit gleichem Kartenwert galt die Kartenfarbe nach der Hierarchie "schwarz vor rot": Trumpf - Kreuz - Schaufel - Herz - Egge (lokal manchmal vertauscht, also Trumpf - Schaufel - Kreuz - Egge - Herz). Dies galt analog auch beim Deutschschweizer Blatt (Schilten und Schellen galten als "schwarz"). Wer zuerst wies, war ohne Belang.

### Abweichende Regeln
Sowohl von den alten wie von den neuen Jassregeln existieren diverse Variationen und lokale Gepflogenheiten. Zudem wird nicht überall nach den neuen Jassregeln gewiesen. Im Zweifelsfall sind die Weisregeln (wie die übrigen Jassregeln) vor Spielbeginn zu erfragen resp. zu definieren.

## Vorarlberg
Beim Weisen darf eine Karte nur einmal verwendet werden (außer Stöck), also nicht z. B. Dreiblatt mit Ober, König und As und gleichzeitig vier Asse. Ein Weis muss beim Auswerfen der ersten Karte des Spielers in der ersten Runde angesagt werden. Es muss nur der höchste Weis (entsprechend Wert in der Tabelle unten) einer Hand angesagt werden. Der Spieler mit dem höherwertigen Weis darf weisen. Wenn mehrere gleichwertige Weise angesagt werden (z. B. Drei Blatt), muss die oberste Karte des Weis genannt werden (z. B. bei Drei Blatt mit 8er, 9er und 10er der 10er). Derjenige Spieler mit der höheren obersten Karte darf dann weisen. Wenn zwei Spieler gleich hohe Karten weisen (z. B. beide haben Vier Blatt bis König), dann zählt derjenige Weis, der zuerst angesagt wurde (also der Spieler, der zuerst beim Auswerfen an der Reihe war), es sei denn, einer dieser weist dieses Blatt in Trumpf, dann zählt der Weis des Spielers mit dem Trumpf-Weis. Nach dieser ersten Runde muss der Spieler bzw. das Team seine Weise zeigen, und diese werden nach unten stehender Tabelle geschrieben. Zu jenem Zeitpunkt dürfen zusätzliche Weise von diesem/n Spieler/n genannt und gezeigt werden.
Welches ein höherer Weis ist, ist folgendermaßen geregelt (vom höchsten zum niedrigsten Weis): As, König, … ,7er, 6er. Dies gilt (auch) bei Bock, Geiß und Slalom. Wenn Trumpf gespielt wird, ist der höchste Weis vier Buura, dann vier Nell, dann erst As, König etc.
| Weis         | Punkte | Anmerkung |
| ------------ | ------ | --- |
| Drei Blatt   | 20     | drei aufeinanderfolgende Karten einer Farbe, z. B. 6er, 7er und 8er von Eichel, wenn ab dem 6er auch „Armahuus“ (Armenhaus) genannt |
| Vier Blatt   | 50     | vier aufeinanderfolgende Karten einer Farbe |
| Fünf Blatt   | 100    | fünf aufeinanderfolgende Karten einer Farbe |
| Sechs Blatt  | 120    | sechs aufeinanderfolgende Karten einer Farbe |
| Sieben Blatt | 140    | sieben aufeinanderfolgende Karten einer Farbe |
| Acht Blatt   | 160    | acht aufeinanderfolgende Karten einer Farbe |
| Neun Blatt   | 180    | neun aufeinanderfolgende Karten einer Farbe |
| Vier Gleiche | 100    | z. B. vier Ober, gilt nicht für 6er, 7er und 8er |
| Vier Nell    | 150    | vier Neuner, bei Bock, Goaß oder Slalom nur 100 Punkte, da es ja kein Trumpf-Nell gibt |
| Vier Buura   | 200    | vier Unter, bei Bock, Goaß oder Slalom nur 100 Punkte, da es ja keinen Trumpf-Buur gibt |
| Stöck        | 20     | König und Ober von Trumpf (wenn Trumpf gespielt wird). Gilt immer, auch wenn kein Stich gemacht wurde. Muss erst beim auswerfen der zweiten Karte dieser beiden angesagt werden oder wenn bereits in einem bisherigen Weis enthalten (z. B. Ober, König, As) |